# بخش باندی پوره
بخش باندی پوره (به انگلیسی: Bandipora district) یک بخش در هند است که در جامو و کشمیر واقع شده‌است. بخش باندی پوره ۳۴۵ کیلومتر مربع مساحت و ۳۹۲٬۲۳۲ نفر جمعیت دارد.